# 小嵐インターチェンジ
小嵐インターチェンジ（こおろしインターチェンジ）は、長野県飯田市で事業中の三遠南信自動車道 青崩峠道路のインターチェンジである。名称は仮称である。2023年5月26日に当ICと水窪北ICの間で事業中の青崩峠トンネル(仮称、延長4998m)の本坑が貫通した。
当ICより北側区間は、「小嵐バイパス」の名称で国道152号の現道改良事業として、長野県下伊那南部建設事務所により事業中である。

## 接続する道路
- 国道152号 (現道)

## 料金所
無料区間であり設置されない。

## 隣
程野IC - （現道活用区間） - 小嵐IC - （青崩峠道路：事業中） - 水窪北IC
座標: 北緯35度17分41秒 東経137度55分16秒 / 北緯35.294635度 東経137.921017度